# Christian Dailly
Christian Eduard Dailly (Dundee, 23 oktober 1973) is een Schots voormalig betaald voetballer. In de Premier League was Dailly achtereenvolgens actief met Derby County, Blackurn Rovers en West Ham United. Hij speelde meestal als centrale verdediger, maar door polyvalentie kon hij op meerdere posities uit de voeten. Dailly speelde vaak voor de verdediging of als vleugelverdediger. Van 1997 tot 2008 speelde hij 67 interlands in het Schots voetbalelftal. Dailly nam deel aan het WK 1998 in Frankrijk.

## Clubcarrière

### Dundee United
Dailly begon zijn loopbaan in 1990 bij de toenmalige Schotse eersteklasser Dundee United, voorts de club uit zijn geboortestad. Hij speelde de volgende zes jaar in het eerste elftal van Dundee en werd een vaste waarde. Dailly was in zijn beginjaren als profvoetballer een vlot scorende verdediger. Zo bracht Dailly zijn totaal bij Dundee op achttien doelpunten uit 143 competitiewedstrijden.

### Derby County
Dailly transfereerde in 1996 naar de Engelse Premier League, met name naar toenmalig middenmoter Derby County. Hij speelde twee seizoenen op Pride Park, goed voor 67 competitiewedstrijden en vier doelpunten.

### Blackburn Rovers
In 1998 vertrok Dailly naar Blackburn Rovers. Met Blackburn Rovers was hij vanaf mei 1999 actief in de Football League First Division oftewel de tweede hoogste divisie. Blackburn Rovers degradeerde namelijk uit de Premier League. Op Ewood Park trok de verdediger de voor hem positieve lijn van de voorbije seizoenen gewoon door en bleef een titularis (vaste waarde). Dailly speelde 70 competitiewedstrijden. Opnieuw scoorde hij daarin viermaal.

### West Ham United
De degradatie van The Riversiders ten spijt zou Dailly langs de grote poort terugkeren naar de Premier League. Dat gebeurde in de winter van 2001, toen manager Harry Redknapp van traditieclub West Ham United in hem geïnteresseerd was. Redknapp hoestte een transfersom van £ 1.750.000,- op voor Dailly.
Dailly was een onmisbare schakel voor The Hammers, maar aan het einde van het seizoen 2002/03 maakte hij opnieuw een degradatie mee. West Ham United keerde pas in mei 2005 terug naar de Premier League, alhoewel Dailly dat seizoen vaker in de lappenmand lag dan hij wedstrijden speelde. In juni 2005 verlengde hij zijn contract en zou hij weer als vanouds (periode met Derby County, Blackburn Rovers en twee jaargangen met West Ham) aantreden in de Premier League.
In 2006 haalde West Ham de finale van de FA Cup, maar Dailly en zijn maats maakten kennis met Liverpool en zijn "heroïsch acterende" aanvoerder Steven Gerrard, die de hele finale verdeelde en heerste. Toch waren strafschoppen nodig om een winnaar aan te duiden (3–1). Dailly viel na 77 minuten in voor Carl Fletcher.
Dailly verliet West Ham in september 2007, toen hij door de club werd uitgeleend aan toenmalig Football League Championship-club Southampton. De uitleenbeurt van Dailly zou oorspronkelijk slechts een maand duren, maar wegens blessures bij defensieve spelers besloot Southampton om Dailly een maand langer aan boord te houden. West Ham United lag niet dwars in dit verhaal. Na zijn uitleenbeurt aan Southampton verliet hij West Ham definitief.

### Glasgow Rangers
Dailly keerde in januari 2008, na meer dan tien jaar op Engelse velden, terug naar Schotland. Dailly tekende namelijk een contract bij de topclub Glasgow Rangers. Hij maakte zijn debuut op 21 februari 2008, in de UEFA Cup tegen Panathinaikos. Rangers stootte door naar de vierde ronde. Uiteindelijk haalde Rangers de finale, waarin de club met 2–0 verloor van het Russische Zenit Sint-Petersburg en de sterspelers Andrej Arsjavin en Viktor Fajzoelin. Dailly bleef negentig minuten op de invallersbank. Doorgaans was hij centraal in de verdediging de vaste partner van oud-Everton-verdediger David Weir, met wie hij ook samenspeelde in het Schots voetbalelftal. Echter begon de Spanjaard Carlos Cuéllar naast Weir aan de finale van de UEFA Cup 2008, ten nadele van Dailly. Dailly en Weir, beide reeds veteranen van het spelletje, verlengden op 3 juli 2008 samen hun contract met een jaar.
Met de Rangers pakte Dailly een nationale bekerdubbel in 2008 (winst van de Scottish Cup en de Scottish League Cup). In 2009 werd Dailly met de club Schots landskampioen en won nogmaals de Scottish Cup. Het aantrekken van de Algerijnse verdediger Madjid Bougherra op aandringen van trainer Walter Smith betekende voor Dailly dat hij uit het elftal verdween.
Zijn maatje Weir hield zich wel staande in het basiselftal en kwam in tegenstelling tot Dailly tot zijn tweeënveertigste voor de club uit.

### Charlton Athletic
In juli 2009 verhuisde Dailly van lieverlede naar de Engelse tweedeklasser Charlton Athletic met het Bosmanarrest doordat zijn situatie bij de Rangers uitzichtloos was geworden. Dailly, dan 35 lentes tellend, speelde in twee seizoenen nog 78 competitiewedstrijden voor The Addicks. Daarna wou Dailly nog steeds van geen ophouden weten.

### Portsmouth en Southend United
In 2011 hield de verdediger namelijk halt in Portsmouth. Dailly was toen 38 jaar oud. Uiteindelijk zette Dailly op 39-jarige leeftijd een punt achter zijn profcarrière, als verdediger van het Engelse Southend United.

## Erelijst
Dundee United
- Scottish Cup

1994
 Glasgow Rangers
- Scottish Premier League

2009
- Scottish Cup

2008, 2009
- Scottish League Cup

2008